# Районы городов России
Городски́е райо́ны или райо́ны го́рода образовывались в составе крупных городов союзных республик СССР, после распада которого сохранились в ряде из них. В рамках административно-территориального устройства субъектов Российской Федерации они представляют собой низовые административно-территориальные или территориальные единицы этих субъектов (внутригородские районы). В одних субъектах РФ городские районы признаются единицами местного самоуправления, муниципальными образованиями (внутригородскими муниципальными образованиями). В других субъектах РФ они являются лишь базой для организации управления городом, и здесь создаются только подразделения городских органов управления.

## Список районов (округов) городов РФ
Список внутригородских районов (округов) городов РФ сортируется по городам и субъектам РФ.
Районы, которые являются на уровне муниципального устройства внутригородскими районами городских округов с внутригородским делением, выделены оранжевым цветом.
Округа имеют дополнительное уточнение:
- округ;
- АО — административный округ;
- ВГО — внутригородской округ;
- ТО — территориальный округ.

В списке приведены 12 административных округов вместо 125 районов Москвы.
Сведения о населении районов и округов взяты из ежегодного статистического сборника по муниципальным образованиям.
- н.д. — нет данных

Нумерация отсутствует у районов и округов, которые в ОКАТО не включены.
| №          | Город                | Район / округ         | Субъект РФ               | Население 2020 г. (чел.) |
| ---------- | -------------------- | --------------------- | ------------------------ | ------------------------ |
| 1e-06      | Адыгейск             | Восточный округ       | Адыгея                   | н.д.                     |
| 2e-06      | Адыгейск             | Западный округ        | Адыгея                   | н.д.                     |
| 1          | Архангельск          | Варавино-Фактория, ТО | Архангельская область    | н.д.                     |
| 2          | Архангельск          | Исакогорский ТО       | Архангельская область    | н.д.                     |
| 3          | Архангельск          | Ломоносовский ТО      | Архангельская область    | н.д.                     |
| 4          | Архангельск          | Маймаксанский ТО      | Архангельская область    | н.д.                     |
| 5          | Архангельск          | Октябрьский ТО        | Архангельская область    | н.д.                     |
| 6          | Архангельск          | Майская Горка, ТО     | Архангельская область    | н.д.                     |
| 7          | Архангельск          | Северный ТО           | Архангельская область    | н.д.                     |
| 8          | Архангельск          | Соломбальский ТО      | Архангельская область    | н.д.                     |
| 9          | Архангельск          | Цигломенский ТО       | Архангельская область    | н.д.                     |
| 10         | Астрахань            | Кировский             | Астраханская область     | 119 397                  |
| 11         | Астрахань            | Ленинский             | Астраханская область     | 144 774                  |
| 12         | Астрахань            | Советский             | Астраханская область     | 152 643                  |
| 13         | Астрахань            | Трусовский            | Астраханская область     | 112 979                  |
| 14         | Барнаул              | Железнодорожный       | Алтайский край           | 113 528                  |
| 15         | Барнаул              | Индустриальный        | Алтайский край           | 185 962                  |
| 16         | Барнаул              | Ленинский             | Алтайский край           | 143 931                  |
| 17         | Барнаул              | Октябрьский           | Алтайский край           | 99 826                   |
| 18         | Барнаул              | Центральный           | Алтайский край           | 89 144                   |
| 19         | Белгород             | Восточный округ       | Белгородская область     | н.д.                     |
| 20         | Белгород             | Западный округ        | Белгородская область     | н.д.                     |
| 21         | Братск               | Падунский             | Иркутская область        | 51 589                   |
| 22         | Братск               | Правобережный         | Иркутская область        | 35 524                   |
| 23         | Братск               | Центральный           | Иркутская область        | 139 156                  |
| 24         | Брянск               | Бежицкий              | Брянская область         | 151 465                  |
| 25         | Брянск               | Володарский           | Брянская область         | 69 700                   |
| 26         | Брянск               | Советский             | Брянская область         | 111 591                  |
| 27         | Брянск               | Фокинский             | Брянская область         | 69 919                   |
| 28         | Владивосток          | Ленинский             | Приморский край          | 155 306                  |
| 29         | Владивосток          | Первомайский          | Приморский край          | 155 943                  |
| 30         | Владивосток          | Первореченский        | Приморский край          | 144 596                  |
| 31         | Владивосток          | Советский             | Приморский край          | 92 057                   |
| 32         | Владивосток          | Фрунзенский           | Приморский край          | 58 659                   |
| 33         | Владикавказ          | Затеречный            | Северная Осетия          | 71 473                   |
| 34         | Владикавказ          | Иристонский           | Северная Осетия          | 78 055                   |
| 35         | Владикавказ          | Промышленный          | Северная Осетия          | 51 758                   |
| 36         | Владикавказ          | Северо-Западный       | Северная Осетия          | 102 311                  |
| 37         | Владимир             | Ленинский             | Владимирская область     | 126 018                  |
| 38         | Владимир             | Октябрьский           | Владимирская область     | 114 295                  |
| 39         | Владимир             | Фрунзенский           | Владимирская область     | 116 624                  |
| 40         | Волгоград            | Ворошиловский         | Волгоградская область    | 78 255                   |
| 41         | Волгоград            | Дзержинский           | Волгоградская область    | 181 185                  |
| 42         | Волгоград            | Кировский             | Волгоградская область    | 98 675                   |
| 43         | Волгоград            | Красноармейский       | Волгоградская область    | 161 759                  |
| 44         | Волгоград            | Краснооктябрьский     | Волгоградская область    | 143 832                  |
| 45         | Волгоград            | Советский             | Волгоградская область    | 125 159                  |
| 46         | Волгоград            | Тракторозаводский     | Волгоградская область    | 136 064                  |
| 47         | Волгоград            | Центральный           | Волгоградская область    | 84 069                   |
| 47.000003  | Воронеж              | Железнодорожный       | Воронежская область      | н.д.                     |
| 47.000004  | Воронеж              | Коминтерновский       | Воронежская область      | н.д.                     |
| 47.000005  | Воронеж              | Левобережный          | Воронежская область      | н.д.                     |
| 47.000006  | Воронеж              | Ленинский             | Воронежская область      | н.д.                     |
| 47.000007  | Воронеж              | Советский             | Воронежская область      | н.д.                     |
| 47.000008  | Воронеж              | Центральный           | Воронежская область      | н.д.                     |
| 48         | Грозный              | Ахматовский           | Чеченская Республика     | 92 369                   |
| 49         | Грозный              | Байсангуровский       | Чеченская Республика     | 75 882                   |
| 50         | Грозный              | Висаитовский          | Чеченская Республика     | 64 835                   |
| 51         | Грозный              | Шейх-Мансуровский     | Чеченская Республика     | 72 825                   |
| 51.000009  | Екатеринбург         | Академический         | Свердловская область     | н.д.                     |
| 52         | Екатеринбург         | Верх-Исетский         | Свердловская область     | н.д.                     |
| 53         | Екатеринбург         | Железнодорожный       | Свердловская область     | н.д.                     |
| 54         | Екатеринбург         | Кировский             | Свердловская область     | н.д.                     |
| 55         | Екатеринбург         | Ленинский             | Свердловская область     | н.д.                     |
| 56         | Екатеринбург         | Октябрьский           | Свердловская область     | н.д.                     |
| 57         | Екатеринбург         | Орджоникидзевский     | Свердловская область     | н.д.                     |
| 58         | Екатеринбург         | Чкаловский            | Свердловская область     | н.д.                     |
| 59         | Иваново              | Ленинский             | Ивановская область       | 146 983                  |
| 60         | Иваново              | Октябрьский           | Ивановская область       | 85 710                   |
| 61         | Иваново              | Советский             | Ивановская область       | 58 528                   |
| 62         | Иваново              | Фрунзенский           | Ивановская область       | 113 377                  |
| 63         | Ижевск               | Индустриальный        | Удмуртия                 | 121 655                  |
| 64         | Ижевск               | Ленинский             | Удмуртия                 | 127 826                  |
| 65         | Ижевск               | Октябрьский           | Удмуртия                 | 134 346                  |
| 66         | Ижевск               | Первомайский          | Удмуртия                 | 126 396                  |
| 67         | Ижевск               | Устиновский           | Удмуртия                 | 137 923                  |
| 68         | Иркутск              | Ленинский АО          | Иркутская область        | 152 773                  |
| 69         | Иркутск              | Октябрьский АО        | Иркутская область        | 147 784                  |
| 70         | Иркутск              | Правобережный АО      | Иркутская область        | 117 230                  |
| 71         | Иркутск              | Свердловский АО       | Иркутская область        | 205 775                  |
| 72         | Казань               | Авиастроительный      | Татарстан                | 117 250                  |
| 73         | Казань               | Вахитовский           | Татарстан                | 85 112                   |
| 74         | Казань               | Кировский             | Татарстан                | 132 737                  |
| 75         | Казань               | Московский            | Татарстан                | 127 773                  |
| 76         | Казань               | Ново-Савиновский      | Татарстан                | 221 541                  |
| 77         | Казань               | Приволжский           | Татарстан                | 252 499                  |
| 78         | Казань               | Советский             | Республика Татарстан     | 320 479                  |
| 79         | Калининград          | Ленинградский         | Калининградская область  | 180 358                  |
| 80         | Калининград          | Московский            | Калининградская область  | 173 641                  |
| 81         | Калининград          | Центральный           | Калининградская область  | 135 360                  |
| 81.00001   | Калуга               | Ленинский округ       | Калужская область        | н.д.                     |
| 81.000011  | Калуга               | Московский округ      | Калужская область        | н.д.                     |
| 81.000012  | Калуга               | Октябрьский округ     | Калужская область        | н.д.                     |
| 82         | Каменск-Уральский    | Синарский             | Свердловская область     | н.д.                     |
| 83         | Каменск-Уральский    | Красногорский         | Свердловская область     | н.д.                     |
| 84         | Кемерово             | Заводский             | Кемеровская область      | 155 510                  |
| 85         | Кемерово             | Кировский             | Кемеровская область      | 57 426                   |
| 86         | Кемерово             | Ленинский             | Кемеровская область      | 140 653                  |
| 87         | Кемерово             | Рудничный             | Кемеровская область      | 99 469                   |
| 88         | Кемерово             | Центральный           | Кемеровская область      | 103 324                  |
| 89         | Киров                | Ленинский             | Кировская область        | 228 575                  |
| 90         | Киров                | Нововятский           | Кировская область        | 50 000                   |
| 91         | Киров                | Октябрьский           | Кировская область        | 157 174                  |
| 92         | Киров                | Первомайский          | Кировская область        | 82 599                   |
| 92.000013  | Комсомольск-на-Амуре | Ленинский округ       | Хабаровский край         | н.д.                     |
| 92.000014  | Комсомольск-на-Амуре | Центральный округ     | Хабаровский край         | н.д.                     |
| 92.000015  | Кострома             | Центральный           | Костромская область      | н.д.                     |
| 92.000016  | Кострома             | Фабричный             | Костромская область      | н.д.                     |
| 92.000017  | Кострома             | Заволжский            | Костромская область      | н.д.                     |
| 93         | Краснодар            | Западный ВГО          | Краснодарский край       | 183 780                  |
| 94         | Краснодар            | Карасунский ВГО       | Краснодарский край       | 278 240                  |
| 95         | Краснодар            | Прикубанский ВГО      | Краснодарский край       | 373 956                  |
| 96         | Краснодар            | Центральный ВГО       | Краснодарский край       | 186 052                  |
| 97         | Красноярск           | Железнодорожный       | Красноярский край        | н.д.                     |
| 98         | Красноярск           | Кировский             | Красноярский край        | н.д.                     |
| 99         | Красноярск           | Ленинский             | Красноярский край        | н.д.                     |
| 100        | Красноярск           | Октябрьский           | Красноярский край        | н.д.                     |
| 101        | Красноярск           | Свердловский          | Красноярский край        | н.д.                     |
| 102        | Красноярск           | Советский             | Красноярский край        | н.д.                     |
| 103        | Красноярск           | Центральный           | Красноярский край        | н.д.                     |
| 104        | Курск                | Железнодорожный округ | Курская область          | н.д.                     |
| 105        | Курск                | Сеймский округ        | Курская область          | н.д.                     |
| 106        | Курск                | Центральный округ     | Курская область          | н.д.                     |
| 107        | Липецк               | Левобережный округ    | Липецкая область         | 43 185                   |
| 108        | Липецк               | Октябрьский округ     | Липецкая область         | 216 740                  |
| 109        | Липецк               | Правобережный округ   | Липецкая область         | 85 724                   |
| 110        | Липецк               | Советский округ       | Липецкая область         | 162 924                  |
| 111        | Магнитогорск         | Ленинский             | Челябинская область      | 95 158                   |
| 112        | Магнитогорск         | Правобережный         | Челябинская область      | 199 680                  |
| 113        | Магнитогорск         | Орджоникидзевский     | Челябинская область      | 118 415                  |
| 114        | Махачкала            | Кировский             | Дагестан                 | 186 366                  |
| 115        | Махачкала            | Ленинский             | Дагестан                 | 208 181                  |
| 116        | Махачкала            | Советский             | Дагестан                 | 208 971                  |
| 117        | Москва               | Восточный АО          | Москва                   | 1 527 316                |
| 118        | Москва               | Западный АО           | Москва                   | 1 397 114                |
| 119        | Москва               | Зеленоградский АО     | Москва                   | 250 453                  |
| 120        | Москва               | Новомосковский АО     | Москва                   | 274 170                  |
| 121        | Москва               | Северный АО           | Москва                   | 1 188 312                |
| 122        | Москва               | Северо-Восточный АО   | Москва                   | 1 434 842                |
| 123        | Москва               | Северо-Западный АО    | Москва                   | 1 012 949                |
| 124        | Москва               | Троицкий АО           | Москва                   | 130 812                  |
| 125        | Москва               | Центральный АО        | Москва                   | 783 886                  |
| 126        | Москва               | Юго-Восточный АО      | Москва                   | 1 433 828                |
| 127        | Москва               | Юго-Западный АО       | Москва                   | 1 448 130                |
| 128        | Москва               | Южный АО              | Москва                   | 1 796 267                |
| 128.000018 | Мурманск             | Ленинский округ       | Мурманская область       | н.д.                     |
| 128.000019 | Мурманск             | Октябрьский округ     | Мурманская область       | н.д.                     |
| 128.00002  | Мурманск             | Первомайский округ    | Мурманская область       | н.д.                     |
| 128.000021 | Набережные Челны     | Автозаводский         | Татарстан                | н.д.                     |
| 128.000022 | Набережные Челны     | Центральный           | Татарстан                | н.д.                     |
| 128.000023 | Набережные Челны     | Комсомольский         | Татарстан                | н.д.                     |
| 129        | Назрань              | Альтиевский АО        | Ингушетия                | 8457                     |
| 130        | Назрань              | Гамурзиевский АО      | Ингушетия                | 12 413                   |
| 131        | Назрань              | Насыр-Кортский АО     | Ингушетия                | 24 884                   |
| 132        | Назрань              | Центральный АО        | Ингушетия                | 76 507                   |
| 133        | Нижний Новгород      | Автозаводский         | Нижегородская область    | 296 500                  |
| 134        | Нижний Новгород      | Канавинский           | Нижегородская область    | 155 247                  |
| 135        | Нижний Новгород      | Ленинский             | Нижегородская область    | 140 177                  |
| 136        | Нижний Новгород      | Московский            | Нижегородская область    | 123 435                  |
| 137        | Нижний Новгород      | Нижегородский         | Нижегородская область    | 130 900                  |
| 138        | Нижний Новгород      | Приокский             | Нижегородская область    | 98 329                   |
| 139        | Нижний Новгород      | Советский             | Нижегородская область    | 148 707                  |
| 140        | Нижний Новгород      | Сормовский            | Нижегородская область    | 164 944                  |
| 141        | Нижний Тагил         | Тагилстроевский       | Свердловская область     | н.д.                     |
| 142        | Нижний Тагил         | Ленинский             | Свердловская область     | н.д.                     |
| 143        | Нижний Тагил         | Дзержинский           | Свердловская область     | н.д.                     |
| 144        | Новокузнецк          | Заводской             | Кемеровская область      | 96 026                   |
| 145        | Новокузнецк          | Кузнецкий             | Кемеровская область      | 48 849                   |
| 146        | Новокузнецк          | Куйбышевский          | Кемеровская область      | 78 543                   |
| 147        | Новокузнецк          | Новоильинский         | Кемеровская область      | 76 711                   |
| 148        | Новокузнецк          | Орджоникидзевский     | Кемеровская область      | 83 287                   |
| 149        | Новокузнецк          | Центральный           | Кемеровская область      | 165 987                  |
| 150        | Новороссийск         | Восточный             | Краснодарский край       | 41 806                   |
| 151        | Новороссийск         | Приморский            | Краснодарский край       | 148 210                  |
| 152        | Новороссийск         | Центральный           | Краснодарский край       | 82 816                   |
| 153        | Новороссийск         | Южный                 | Краснодарский край       | 65 966                   |
| 153.000024 | Новороссийск         | Новороссийский        | Краснодарский край       | н.д.                     |
| 154        | Новосибирск          | Дзержинский           | Новосибирская область    | н.д.                     |
| 155        | Новосибирск          | Железнодорожный       | Новосибирская область    | н.д.                     |
| 156        | Новосибирск          | Заельцовский          | Новосибирская область    | н.д.                     |
| 157        | Новосибирск          | Калининский           | Новосибирская область    | н.д.                     |
| 158        | Новосибирск          | Кировский             | Новосибирская область    | н.д.                     |
| 159        | Новосибирск          | Ленинский             | Новосибирская область    | н.д.                     |
| 160        | Новосибирск          | Октябрьский           | Новосибирская область    | н.д.                     |
| 161        | Новосибирск          | Первомайский          | Новосибирская область    | н.д.                     |
| 162        | Новосибирск          | Советский             | Новосибирская область    | н.д.                     |
| 163        | Новосибирск          | Центральный           | Новосибирская область    | н.д.                     |
| 163.000025 | Новосибирск          | Центральный округ     | Новосибирская область    | н.д.                     |
| 164        | Норильск             | Кайеркан              | Красноярский край        | н.д.                     |
| 165        | Норильск             | Талнах                | Красноярский край        | н.д.                     |
| 166        | Норильск             | Центральный           | Красноярский край        | н.д.                     |
| 167        | Омск                 | Кировский АО          | Омская область           | н.д.                     |
| 168        | Омск                 | Ленинский АО          | Омская область           | н.д.                     |
| 169        | Омск                 | Октябрьский АО        | Омская область           | н.д.                     |
| 170        | Омск                 | Советский АО          | Омская область           | н.д.                     |
| 171        | Омск                 | Центральный АО        | Омская область           | н.д.                     |
| 172        | Орёл                 | Железнодорожный       | Орловская область        | 61 212                   |
| 173        | Орёл                 | Заводской             | Орловская область        | 104 762                  |
| 174        | Орёл                 | Северный              | Орловская область        | 66 685                   |
| 175        | Орёл                 | Советский             | Орловская область        | 76 179                   |
| 176        | Оренбург             | Дзержинский           | Оренбургская область     | 161 977                  |
| 177        | Оренбург             | Ленинский             | Оренбургская область     | 204 626                  |
| 178        | Оренбург             | Промышленный          | Оренбургская область     | 112 627                  |
| 179        | Оренбург             | Центральный           | Оренбургская область     | 92 958                   |
| 179.000026 | Оренбург             | Северный округ        | Оренбургская область     | 274 604                  |
| 179.000027 | Оренбург             | Южный округ           | Оренбургская область     | 297 584                  |
| 180        | Орск                 | Ленинский             | Оренбургская область     | 67 483                   |
| 181        | Орск                 | Октябрьский           | Оренбургская область     | 91 068                   |
| 182        | Орск                 | Советский             | Оренбургская область     | 67 951                   |
| 183        | Пенза                | Железнодорожный       | Пензенская область       | 114 408                  |
| 184        | Пенза                | Ленинский             | Пензенская область       | 90 479                   |
| 185        | Пенза                | Октябрьский           | Пензенская область       | 182 336                  |
| 186        | Пенза                | Первомайский          | Пензенская область       | 133 077                  |
| 187        | Пермь                | Дзержинский           | Пермский край            | 167 632                  |
| 188        | Пермь                | Индустриальный        | Пермский край            | 170 304                  |
| 189        | Пермь                | Кировский             | Пермский край            | 131 577                  |
| 190        | Пермь                | Ленинский             | Пермский край            | 55 630                   |
| 191        | Пермь                | Мотовилихинский       | Пермский край            | 194 456                  |
| 192        | Пермь                | Орджоникидзевский     | Пермский край            | 116 237                  |
| 193        | Пермь                | Свердловский          | Пермский край            | 219 561                  |
| 194        | Прокопьевск          | Зенковский            | Кемеровская область      | 29 162                   |
| 195        | Прокопьевск          | Рудничный             | Кемеровская область      | 106 874                  |
| 196        | Прокопьевск          | Центральный           | Кемеровская область      | 54 298                   |
| 197        | Ростов-на-Дону       | Ворошиловский         | Ростовская область       | 220 202                  |
| 198        | Ростов-на-Дону       | Железнодорожный       | Ростовская область       | 107 192                  |
| 199        | Ростов-на-Дону       | Кировский             | Ростовская область       | 61 218                   |
| 200        | Ростов-на-Дону       | Ленинский             | Ростовская область       | 80 805                   |
| 201        | Ростов-на-Дону       | Октябрьский           | Ростовская область       | 167 596                  |
| 202        | Ростов-на-Дону       | Первомайский          | Ростовская область       | 189 149                  |
| 203        | Ростов-на-Дону       | Пролетарский          | Ростовская область       | 121 255                  |
| 204        | Ростов-на-Дону       | Советский             | Ростовская область       | 190 487                  |
| 205        | Рязань               | Железнодорожный       | Рязанская область        | 139 614                  |
| 206        | Рязань               | Московский            | Рязанская область        | 178 674                  |
| 207        | Рязань               | Октябрьский           | Рязанская область        | 142 243                  |
| 208        | Рязань               | Советский             | Рязанская область        | 78 759                   |
| 209        | Самара               | Железнодорожный       | Самарская область        | 90 530                   |
| 210        | Самара               | Кировский             | Самарская область        | 224 889                  |
| 211        | Самара               | Красноглинский        | Самарская область        | 99 713                   |
| 212        | Самара               | Куйбышевский          | Самарская область        | 88 876                   |
| 213        | Самара               | Ленинский             | Самарская область        | 61 276                   |
| 214        | Самара               | Октябрьский           | Самарская область        | 119 451                  |
| 215        | Самара               | Промышленный          | Самарская область        | 272 498                  |
| 216        | Самара               | Самарский             | Самарская область        | 30 411                   |
| 217        | Самара               | Советский             | Самарская область        | 169 015                  |
| 218        | Санкт-Петербург      | Адмиралтейский        | Санкт-Петербург          | 159 795                  |
| 219        | Санкт-Петербург      | Василеостровский      | Санкт-Петербург          | 207 482                  |
| 220        | Санкт-Петербург      | Выборгский            | Санкт-Петербург          | 522 746                  |
| 221        | Санкт-Петербург      | Калининский           | Санкт-Петербург          | 529 187                  |
| 222        | Санкт-Петербург      | Кировский             | Санкт-Петербург          | 336 157                  |
| 223        | Санкт-Петербург      | Колпинский            | Санкт-Петербург          | 193 839                  |
| 224        | Санкт-Петербург      | Красногвардейский     | Санкт-Петербург          | 356 628                  |
| 225        | Санкт-Петербург      | Красносельский        | Санкт-Петербург          | 408 026                  |
| 226        | Санкт-Петербург      | Кронштадтский         | Санкт-Петербург          | 44 461                   |
| 227        | Санкт-Петербург      | Курортный             | Санкт-Петербург          | 79 067                   |
| 228        | Санкт-Петербург      | Московский            | Санкт-Петербург          | 352 172                  |
| 229        | Санкт-Петербург      | Невский               | Санкт-Петербург          | 536 137                  |
| 230        | Санкт-Петербург      | Петроградский         | Санкт-Петербург          | 128 075                  |
| 231        | Санкт-Петербург      | Петродворцовый        | Санкт-Петербург          | 143 823                  |
| 232        | Санкт-Петербург      | Приморский            | Санкт-Петербург          | 573 024                  |
| 233        | Санкт-Петербург      | Пушкинский            | Санкт-Петербург          | 226 336                  |
| 234        | Санкт-Петербург      | Фрунзенский           | Санкт-Петербург          | 386 537                  |
| 235        | Санкт-Петербург      | Центральный           | Санкт-Петербург          | 214 572                  |
| 236        | Саранск              | Ленинский             | Мордовия                 | 110 394                  |
| 237        | Саранск              | Октябрьский           | Мордовия                 | 113 201                  |
| 238        | Саранск              | Пролетарский          | Мордовия                 | 97 017                   |
| 239        | Саратов              | Волжский              | Саратовская область      | 68 723                   |
| 240        | Саратов              | Заводской             | Саратовская область      | 194 093                  |
| 241        | Саратов              | Кировский             | Саратовская область      | 133 684                  |
| 242        | Саратов              | Ленинский             | Саратовская область      | 274 058                  |
| 243        | Саратов              | Октябрьский           | Саратовская область      | 118 554                  |
| 244        | Саратов              | Фрунзенский           | Саратовская область      | 48 930                   |
| 245        | Севастополь          | Балаклавский          | Севастополь              | 51 092                   |
| 246        | Севастополь          | Гагаринский           | Севастополь              | 159 017                  |
| 247        | Севастополь          | Ленинский             | Севастополь              | 119 522                  |
| 248        | Севастополь          | Нахимовский           | Севастополь              | 119 507                  |
| 248.000028 | Симферополь          | Железнодорожный       | Крым                     | н.д.                     |
| 248.000029 | Симферополь          | Киевский              | Крым                     | н.д.                     |
| 248.00003  | Симферополь          | Центральный           | Крым                     | н.д.                     |
| 249        | Смоленск             | Заднепровский         | Смоленская область       | н.д.                     |
| 250        | Смоленск             | Ленинский             | Смоленская область       | н.д.                     |
| 251        | Смоленск             | Промышленный          | Смоленская область       | н.д.                     |
| 252        | Сочи                 | Адлерский             | Краснодарский край       | 152 223                  |
| 253        | Сочи                 | Лазаревский           | Краснодарский край       | 96 818                   |
| 254        | Сочи                 | Хостинский            | Краснодарский край       | 97 619                   |
| 255        | Сочи                 | Центральный           | Краснодарский край       | 178 800                  |
| 256        | Ставрополь           | Ленинский             | Ставропольский край      | 132 002                  |
| 257        | Ставрополь           | Октябрьский           | Ставропольский край      | 86 851                   |
| 258        | Ставрополь           | Промышленный          | Ставропольский край      | 231 827                  |
| 259        | Сыктывкар            | Эжвинский             | Коми                     | 62 027                   |
| 260        | Тамбов               | Ленинский             | Тамбовская область       | н.д.                     |
| 261        | Тамбов               | Октябрьский           | Тамбовская область       | н.д.                     |
| 262        | Тамбов               | Советский             | Тамбовская область       | н.д.                     |
| 263        | Тверь                | Заволжский            | Тверская область         | 146 728                  |
| 264        | Тверь                | Московский            | Тверская область         | 124 898                  |
| 265        | Тверь                | Пролетарский          | Тверская область         | 98 972                   |
| 266        | Тверь                | Центральный           | Тверская область         | 54 474                   |
| 267        | Тольятти             | Автозаводский         | Самарская область        | 429 154                  |
| 268        | Тольятти             | Комсомольский         | Самарская область        | 114 396                  |
| 269        | Тольятти             | Центральный           | Самарская область        | 155 879                  |
| 270        | Томск                | Кировский             | Томская область          | 140 686                  |
| 271        | Томск                | Ленинский             | Томская область          | 133 730                  |
| 272        | Томск                | Октябрьский           | Томская область          | 184 711                  |
| 273        | Томск                | Советский             | Томская область          | 117 497                  |
| 274        | Тула                 | Зареченский           | Тульская область         | 91 509                   |
| 275        | Тула                 | Привокзальный         | Тульская область         | 74 436                   |
| 276        | Тула                 | Пролетарский          | Тульская область         | 147 652                  |
| 277        | Тула                 | Советский             | Тульская область         | 68 537                   |
| 278        | Тула                 | Центральный           | Тульская область         | 93 027                   |
| 279        | Тюмень               | Восточный АО          | Тюменская область        | 200 324                  |
| 280        | Тюмень               | Калининский АО        | Тюменская область        | 217 311                  |
| 281        | Тюмень               | Ленинский АО          | Тюменская область        | 193 484                  |
| 282        | Тюмень               | Центральный АО        | Тюменская область        | 196 152                  |
| 283        | Улан-Удэ             | Железнодорожный       | Бурятия                  | 204 454                  |
| 284        | Улан-Удэ             | Октябрьский           | Бурятия                  | 142 391                  |
| 285        | Улан-Удэ             | Советский             | Бурятия                  | 92 283                   |
| 286        | Ульяновск            | Железнодорожный       | Ульяновская область      | 84 415                   |
| 287        | Ульяновск            | Заволжский            | Ульяновская область      | 222 815                  |
| 288        | Ульяновск            | Засвияжский           | Ульяновская область      | 226 560                  |
| 289        | Ульяновск            | Ленинский             | Ульяновская область      | 116 544                  |
| 290        | Уфа                  | Дёмский               | Башкортостан             | 80 714                   |
| 291        | Уфа                  | Калининский           | Башкортостан             | 207 750                  |
| 292        | Уфа                  | Кировский             | Башкортостан             | 162 958                  |
| 293        | Уфа                  | Ленинский             | Башкортостан             | 89 062                   |
| 294        | Уфа                  | Октябрьский           | Башкортостан             | 246 476                  |
| 295        | Уфа                  | Орджоникидзевский     | Башкортостан             | 164 682                  |
| 296        | Уфа                  | Советский             | Башкортостан             | 177 145                  |
| 297        | Хабаровск            | Железнодорожный       | Хабаровский край         | 150 390                  |
| 298        | Хабаровск            | Кировский             | Хабаровский край         | 53 187                   |
| 299        | Хабаровск            | Краснофлотский        | Хабаровский край         | 89 806                   |
| 300        | Хабаровск            | Индустриальный        | Хабаровский край         | 222 089                  |
| 301        | Хабаровск            | Центральный           | Хабаровский край         | 100 900                  |
| 302        | Чебоксары            | Калининский           | Чувашия                  | 164 236                  |
| 303        | Чебоксары            | Ленинский             | Чувашия                  | 130 241                  |
| 304        | Чебоксары            | Московский            | Чувашия                  | 203 141                  |
| 305        | Челябинск            | Калининский           | Челябинская область      | 228 468                  |
| 306        | Челябинск            | Курчатовский          | Челябинская область      | 222 117                  |
| 307        | Челябинск            | Ленинский             | Челябинская область      | 191 116                  |
| 308        | Челябинск            | Металлургический      | Челябинская область      | 133 481                  |
| 309        | Челябинск            | Советский             | Челябинская область      | 139 023                  |
| 310        | Челябинск            | Тракторозаводский     | Челябинская область      | 183 790                  |
| 311        | Челябинск            | Центральный           | Челябинская область      | 98 685                   |
| 312        | Чита                 | Железнодорожный       | Забайкальский край       | 47 886                   |
| 313        | Чита                 | Ингодинский           | Забайкальский край       | 88 753                   |
| 314        | Чита                 | Центральный           | Забайкальский край       | 123 870                  |
| 315        | Чита                 | Черновский            | Забайкальский край       | 91 275                   |
| 315.000031 | Якутск               | Автодорожный округ    | Республика Саха (Якутия) | н.д.                     |
| 315.000032 | Якутск               | Гагаринский округ     | Республика Саха (Якутия) | н.д.                     |
| 315.000033 | Якутск               | Губинский округ       | Республика Саха (Якутия) | н.д.                     |
| 315.000034 | Якутск               | Октябрьский округ     | Республика Саха (Якутия) | н.д.                     |
| 315.000035 | Якутск               | Промышленный округ    | Республика Саха (Якутия) | н.д.                     |
| 315.000036 | Якутск               | Сайсарский округ      | Республика Саха (Якутия) | н.д.                     |
| 315.000037 | Якутск               | Строительный округ    | Республика Саха (Якутия) | н.д.                     |
| 315.000038 | Якутск               | Центральный округ     | Республика Саха (Якутия) | н.д.                     |
| 316        | Ярославль            | Дзержинский           | Ярославская область      | 169 178                  |
| 317        | Ярославль            | Заволжский            | Ярославская область      | 118 569                  |
| 318        | Ярославль            | Кировский             | Ярославская область      | 56 578                   |
| 319        | Ярославль            | Красноперекопский     | Ярославская область      | 70 682                   |
| 320        | Ярославль            | Ленинский             | Ярославская область      | 59 160                   |
| 321        | Ярославль            | Фрунзенский           | Ярославская область      | 134 186                  |

## Список изменений районов (округов) городов РФ
Районы (округа), созданные после 2002 года, выделены жирным шрифтом.
| №  | Город                | №  | Название (население, 1939) | №  | Название (1963) | №  | Название (население, 1989) | №  | Название (население, 2002) |
| -- | -------------------- | -- | --- | -- | --- | -- | --- | -- | --- |
| 1  | Ангарск              |    | |    | | 2  | Центральный (102832), Юго-Западный (163003) |    | |
| 2  | Анжеро-Судженск      | 1  | Центральный (47075), Судженский (21933) |    | |    | |    | |
| 3  | Армавир              |    | |    | | 2  | Кировский (93976), Пролетарский (67007) |    | |
| 4  | Архангельск          | 6  | Исакогорский (38047), Маймаксанский (40215), Октябрьский (101976), Первомайский (Ежовский, 27565), Пролетарский (20666), Соломбальский (56101) | 4  | Исакогорский, Ломоносовский, Октябрьский, Соломбальский | 4  | Исакогорский (43300), Ломоносовский (157602), Октябрьский (110046), Соломбальский (104973) | 8  | Варавино-Фактория (36392), Исакогорский (26533), Ломоносовский (72869), Майская Горка (38198), Октябрьский (85044), Северный (25408), Соломбальский (37168), Цигломенский (9738) округа |
| 5  | Астрахань            | 4  | Кировский (41548), Микояновский (85104), Сталинский (77723), Трусовский (49220) | 3  | Кировский, Ленинский, Трусовский | 4  | Кировский (112166), Ленинский (139466), Советский (149106), Трусовский (108472) | 4  | Кировский (107822), Ленинский (143170), Советский (147837), Трусовский (105672) |
| 6  | Барнаул              | 3  | Железнодорожный (45881), Октябрьский (55857), Центральный (46424) | 3  | Железнодорожный, Октябрьский, Центральный | 5  | Железнодорожный (131306), Индустриальный (76206), Ленинский (185653), Октябрьский (121804), Центральный (86842) | 5  | Железнодорожный (123997), Индустриальный (137127), Ленинский (146562), Октябрьский (106247), Центральный (86816) |
| 7  | Белгород             |    | |    | | 2  | Октябрьский (165048), Свердловский (135360) | 2  | Восточный (141709), Западный (195321) округа |
| 8  | Березники            | 1  | Усольский (13323), центральная часть (51286) |    | | 2  | Ленинский, Советский |    | |
| 9  | Бийск                |    | |    | | 2  | Восточный (118473), Приобский (114765) |    | |
| 10 | Благовещенск         |    | |    | | 2  | Ленинский (106800), Пограничный (98753) |    | |
| 11 | Братск               |    | |    | | 2  | Падунский (93953), Центральный (161752) | 3  | Падунский (60142), Правобережный (39524), Центральный (159669) |
| 12 | Брянск               | 2  | Володарский (18472), Фокинский (24531), центральная часть (44487) | 4  | Бежицкий, Володарский, Советский, Фокинский | 4  | Бежицкий (173958), Володарский (79291), Советский (125846), Фокинский (73065) | 4  | Бежицкий (160036), Володарский (78145), Советский (117879), Фокинский (75466) |
| 13 | Владивосток          | 4  | Ворошиловский (38909), Ленинский (59825), Первореченский (51322), Фрунзенский (56376) | 4  | Ленинский, Первомайский, Первореченский, Фрунзенский | 5  | Ленинский (142021), Первомайский (164071), Первореченский (147702), Советский (103078), Фрунзенский (76966) | 5  | Ленинский (151532), Первомайский (153051), Первореченский (138266), Советский (93514), Фрунзенский (58338) |
| 14 | Владикавказ          | 3  | Затеречный (40261), Ленинский (51969), Промышленный (38525) | 2  | Ленинский, Промышленный | 3  | Ленинский (74691), Промышленный (59970), Советский (165537) | 4  | Затеречный (73161), Иристонский (77891), Промышленный (59530), Северо-Западный (105026) округа |
| 15 | Владимир             |    | |    | | 3  | Ленинский (124930), Октябрьский (102815), Фрунзенский (121957) | 3  | Ленинский (119356), Октябрьский (79991), Фрунзенский (116607) |
| 16 | Волгоград            | 7  | Баррикадный (34801), Ворошиловский (107987), Дзержинский (70058), Ерманский (36104), Кировский (66940), Краснооктябрьский (65302), Тракторо-Заводский (64120) | 6  | Кировский, Красноармейский, Краснооктябрьский, Советский, Тракторозаводский, Центральный | 8  | Ворошиловский (82467), Дзержинский (159112), Кировский (98201), Красноармейский (177912), Краснооктябрьский (158127), Советский (82326), Тракторозаводский (140669), Центральный (100080) | 8  | Ворошиловский (80928), Дзержинский (175330), Кировский (107733), Красноармейский (175420), Краснооктябрьский (155041), Советский (83052), Тракторозаводский (136746), Центральный (97167) |
| 17 | Вологда              |    | |    | | 2  | Октябрьский, Советский |    | |
| 18 | Воронеж              | 4  | Ворошиловский (126718), Кагановичский (93496), Сталинский (45804), Центральный (60914) | 5  | Железнодорожный, Коминтерновский, Ленинский, Левобережный, Центральный | 6  | Железнодорожный (96826), Коминтерновский (220946), Левобережный (181751), Ленинский (123346), Советский (163274), Центральный (100701) | 6  | Железнодорожный (96846), Коминтерновский (241417), Левобережный (173121), Ленинский (110765), Советский (148253), Центральный (78350) |
| 19 | Грозный              | 5  | Молотовский (61115), Октябрьский (12525), Орджоникидзевский (62098), Сталинский (15865), Старопромысловский (20845) | 4  | Заводской, Ленинский, Октябрьский, Старопромысловский | 4  | Заводской (76180), Ленинский (138590), Октябрьский (98664), Старопромысловский (86254) | 4  | Заводской (51084), Ленинский (55311), Октябрьский (50930), Старопромысловский (53395) |
| 20 | Дзержинск            |    | | 3  | Калининский, Свердловский, Чкаловский | 2  | Калининский (133579), Свердловский (151492) |    | |
| 21 | Екатеринбург         | 6  | Кагановичский (45316), Ленинский (78454), Ежовский (Молотовский, 89322), Октябрьский (82401), Орджоникидзевский (65359), Сталинский (64681) | 7  | Верх-Исетский, Железнодорожный, Кировский, Ленинский, Октябрский, Орджоникидзевский, Чкаловский | 7  | Верх-Исетский (199195), Железнодорожный (143490), Кировский (234461), Ленинский (177056), Октябрьский (135293), Орджоникидзевский (287445), Чкаловский (187681) | 7  | Верх-Исетский (180852), Железнодорожный (143167), Кировский (212587), Ленинский (152970), Октябрьский (119286), Орджоникидзевский (261985), Чкаловский (222690) |
| 22 | Златоуст             | 2  | Центральный (72333), Станционный (27082) |    | | 2  | Ленинский (80279), Новозлатоустовский (127515) |    | |
| 23 | Иваново              | 5  | Кировский (65451), Ленинский (61015), Октябрьский (52132), Сталинский (31906), Фрунзенский (74678) | 3  | Ленинский, Октябрьский, Фрунзенский | 4  | Ленинский (163206), Октябрьский (112172), Советский (75352), Фрунзенский (130312) | 4  | Ленинский (155948), Октябрьский (93341), Советский (67002), Фрунзенский (115430) |
| 24 | Ижевск               | 3  | Азинский (45295), Ждановский (69171), Пастуховский (61101) | 4  | Индустриальный, Ленинский, Октябрьский, Первомайский | 5  | Индустриальный (130020), Ленинский (102760), Октябрьский (126960), Первомайский (121316), Устиновский (154053) | 5  | Индустриальный (110174), Ленинский (115222), Октябрьский (142994), Первомайский (126806), Устиновский (136944) |
| 25 | Иркутск              | 1  | Ленинский (52166), центральная часть (198015) | 4  | Кировский, Ленинский, Октябрьский, Свердловский | 5  | Кировский (47592), Куйбышевский (73303), Ленинский (149802), Октябрьский (153177), Свердловский (202261) | 4  | Ленинский (142858), Октябрьский (141742), Правобережный (111318), Свердловский (197686) |
| 26 | Казань               | 5  | Бауманский (70626), Кировский (64068), Ленинский (46130), Молотовский (129057), Сталинский (88133) | 5  | Бауманский, Кировский, Ленинский, Приволжский, Советский | 7  | Бауманский (60589), Вахитовский (113302), Кировский (139598), Ленинский (263003), Московский (140612), Приволжский (213598), Советский (163676) | 7  | Авиастроительный (109582), Вахитовский (93083), Кировский (110465), Московский (132400), Ново-Савиновский (196783), Приволжский (222602), Советский (240374) |
| 27 | Калининград          |    | | 5  | Балтийский, Ленинградский, Московский, Октябрьский, Центральный | 5  | Балтийский (66827), Ленинградский (140465), Московский (67472), Октябрьский (41624), Центральный (84892) | 5  | Балтийский (68664), Ленинградский (152541), Московский (85507), Октябрьский (43252), Центральный (80039) |
| 28 | Калуга               |    | |    | | 3  | Ленинский (125882), Московский (99499), Октябрьский (86018) | 3  | Ленинский (116815), Московский (103678), Октябрьский (114258) округа |
| 29 | Каменск-Уральский    |    | | 2  | Красногорский, Синарский | 2  | Красногорский (101418), Синарский (106362) | 2  | Красногорский (93826), Синарский (92327) |
| 30 | Кемерово             | 3  | Кировский (25609), Рудничный (27075), Центральный (80140) | 4  | Заводский, Кировский, Рудничный, Центральный | 5  | Заводский (110378), Кировский (68452), Ленинский (155702), Рудничный (51132), Центральный (134599) | 5  | Заводский (126905), Кировский (61694), Ленинский (141074), Рудничный (47390), Центральный (107691) |
| 31 | Киров                | 3  | Ждановский (40832), Молотовский (56136), Сталинский (46590) | 2  | Ленинский, Октябрьский | 3  | Ленинский (203268), Октябрьский (156143), Первомайский (80829) | 4  | Ленинский (194047), Нововятский (36108), Октябрьский (151210), Первомайский (76213) |
| 32 | Комсомольск-на-Амуре | 1  | Дземгинский (27692), центральная часть (43116) |    | | 2  | Ленинский (95556), Центральный (219769) | 2  | Ленинский (89296), Центральный (191739) |
| 33 | Кострома             |    | | 1  | Заволжский | 3  | Димитровский (39337), Ленинский (91912), Свердловский (147165) | 3  | Заволжский, Фабричный, Центральный |
| 34 | Краснодар            | 3  | Кагановичский (124189), Кировский (48366), Сталинский (31251) | 3  | Ленинский, Октябрьский, Первомайский | 5  | Ленинский (116740), Октябрьский (106678), Первомайский (90652), Прикубанский (139982), Советский (166464) | 4  | Западный (158321), Карасунский (173025), Прикубанский (156086), Центральный (158743) округа |
| 35 | Красноярск           | 3  | Кагановичский (74870), Кировский (50283), Сталинский (64824) | 4  | Кировский, Ленинский, Октябрьский, Центральный | 7  | Железнодорожный (98408), Кировский (132690), Ленинский (153653), Октябрьский (137081), Свердловский (142815), Советский (170086), Центральный (77896) | 7  | Железнодорожный (90004), Кировский (117156), Ленинский (146943), Октябрьский (138521), Свердловский (130518), Советский (231696), Центральный (54503) |
| 36 | Курган               |    | | 2  | Октябрьский, Советский | 3  | Октябрьский (102574), Первомайский (155383), Советский (97560) |    | |
| 37 | Курск                | 4  | Дзержинский (38373), Кировский (26782), Ленинский (35687), Сталинский (19135) | 3  | Кировский, Ленинский, Промышленный | 3  | Кировский (80767), Ленинский (179044), Промышленный (164428) | 3  | Железнодорожный (69979), Сеймский (149732), Центральный (192731) округа |
| 38 | Ленинск-Кузнецкий    | 2  | Байкаимский (12082), Центральный (70657) |    | | 2  | Кольчугинский (99440), Октябрьский (66047) |    | |
| 39 | Липецк               |    | |    | | 4  | Левобережный (42051), Октябрьский (145056), Правобережный (86455), Советский (176073) | 4  | Левобережный (52723), Октябрьский (201596), Правобережный (80219), Советский (171576) округа |
| 40 | Магнитогорск         | 2  | Кировский (66878), Орджоникидзевский (79070) | 2  | Левобережный, Правобережный | 3  | Ленинский (140323), Орджоникидзевский (161304), Правобережный (138694) | 3  | Ленинский (107931), Орджоникидзевский (190653), Правобережный (119961) |
| 41 | Махачкала            |    | |    | | 3  | Кировский (105913), Ленинский (104878), Советский (106684) | 3  | Кировский (140359), Ленинский (154581), Советский (167472) |
| 42 | Москва               | 23 | Бауманский (151242), Дзержинский (229889), Железнодорожный (86291), Киевский (280622), Кировский (138294), Коминтерновский (106362), Красногвардейский (94211), Красно-Пресненский (211359), Куйбышевский (88472), Ленинградский (146369), Ленинский (173901), Молотовский (55714), Москворецкий (269803), Октябрьский (275910), Первомайский (147709), Пролетарский (112304), Ростокинский (309353), Свердловский (124949), Советский (224942), Сокольнический (240337), Сталинский (201923), Таганский (246173), Фрунзенский (215504) | 17 | Бауманский, Дзержинский, Ждановский, Калининский, Киевский, Кировский, Краснопресненский, Куйбышевский, Ленинградский, Ленинский, Москворецкий, Октябрьский, Первомайский, Пролетарский, Свердловский, Тимирязевский, Фрунзенский | 32 | Бабушкинский (343144), Бауманский (85406), Волгоградский (325072), Ворошиловский (Хорошевский) (341973), Гагаринский (290618), Дзержинский (148739), Железнодорожный (157191), Калининский (108105), Киевский (164188), Кировский (583330), Красногвардейский (660496), Краснопресненский (136746), Куйбышевский (345828), Кунцевский (377853), Ленинградский (319549), Ленинский (109314), Люблинский (314309), Москворецкий (107887), Октябрьский (222026), Первомайский (359669), Перовский (455811), Пролетарский (243082), Свердловский (116662), Севастопольский (289603), Советский (452895), Сокольнический (111759), Солнцевский (98091), Таганский (146802), Тимирязевский (417208), Тушинский (259923), Фрунзенский (166667), Черёмушкинский (509171) | 10 | Восточный (1381797), Западный (1029004), Северный (1112846), Северо-Восточный (1240062), Северо-Западный (779965), Центральный (701353), Юго-Восточный (1109121), Юго-Западный (1179211), Южный (1593065) Зеленоградский (217124) Новомосковский (113569) и Троицкий (86752) созданы в 2012 году |
| 43 | Мурманск             |    | | 3  | Кировский, Ленинский, Микояновский | 3  | Ленинский (147235), Октябрьский (144431), Первомайский (176373) | 3  | Ленинский (97755), Октябрьский (104831), Первомайский (133551) округа |
| 44 | Набережные Челны     |    | |    | | 2  | Автозаводский (362557), Комсомольский (137752) |    | |
| 45 | Назрань              |    | |    | |    | | 6  | Альтиевский (10959), Барсукинский (10189), Гамурзиевский (10785), Насыр-Кортский (24107), Плиевский (13892), Центральный (55134) округа |
| 46 | Нальчик              |    | |    | | 2  | Ленинский (105978), Октябрьский (128569) |    | |
| 47 | Нижний Новгород      | 9  | Автозаводский (130136), Ворошиловский (17915), Ждановский (83259), Кагановичский (63630), Куйбышевский (55323), Ленинский (85991), Свердловский (46972), Сормовский (80844), Сталинский (79619) | 6  | Автозаводский, Канавинский, Ленинский, Приокский, Советский, Сормовский | 8  | Автозаводский (340378), Канавинский (166739), Ленинский (176991), Московский (149745), Нижегородский (136480), Приокский (106206), Советский (175600), Сормовский (185994) | 8  | Автозаводский (314494), Канавинский (160894), Ленинский (152951), Московский (134078), Нижегородский (120647), Приокский (96043), Советский (154205), Сормовский (177940) |
| 48 | Нижний Тагил         | 5  | Дзержинский (46312), им. III Интернационала (8234), Ленинский (47055), Сталинский (31081), Тагильский (27185) | 4  | Дзержинский, Ленинский, Пригородный, Тагилстроевский | 3  | Дзержинский (146933), Ленинский (145557), Тагилстроевский (147031) | 3  | Дзержинский (129012), Ленинский (121012), Тагилстроевский (140474) |
| 49 | Новгород             |    | |    | | 2  | Ленинский (77007), Октябрьский (152119) |    | |
| 50 | Новокузнецк          | 3  | Старо-Кузнецкий (27395), Куйбышевский (21615), Привокзальный (30280), Соцгород (90103) | 5  | Заводской, Кузнецкий, Куйбышевский, Орджоникидзевский, Центральный | 5  | Заводской (161808), Кузнецкий (58708), Куйбышевский (95749), Орджоникидзевский (76512), Центральный (207170) | 6  | Заводской (98735), Кузнецкий (49523), Куйбышевский (79999), Новоильинский (68960), Орджоникидзевский (79564), Центральный (173089) |
| 51 | Новороссийск         |    | |    | | 3  | Ленинский (34220), Октябрьский (115747), Приморский (35971) | 4  | Восточный (38524), Приморский (58916), Центральный (134639), Южный |
| 52 | Новосибирск          | 5  | Дзержинский (128440), Кагановичский (104768), Кировский (51149), Октябрьский (96798), Первомайский (24142) | 8  | Дзержинский, Заельцовский, Железнодорожный, Кировский, Октябрьский, Первомайский, Советский, Центральный | 10 | Дзержинский (168018), Железнодорожный (74982), Заельцовский (152576), Калининский (138072), Кировский (174718), Ленинский (300073), Октябрьский (154468), Первомайский (70650), Советский (126765), Центральный (76194) | 10 | Дзержинский (156362), Железнодорожный (63003), Заельцовский (137579), Калининский (173988), Кировский (169828), Ленинский (273116), Октябрьский (176592), Первомайский (71712), Советский (131303), Центральный (72025) |
| 53 | Новочеркасск         |    | |    | | 2  | Первомайский (109160), Промышленный (78813) |    | |
| 54 | Омск                 | 4  | Кировский (27876), Куйбышевский (112200), Ленинский (89737), Сталинский (59042) | 6  | Кировский, Куйбышевский, Ленинский, Октябрьский, Советский, Центральный | 7  | Кировский (215325), Куйбышевский (117110), Ленинский (201197), Октябрьский (172100), Первомайский (164974), Советский (170614), Центральный (107098) | 5  | Кировский (241100), Ленинский (195025), Октябрьский (164671), Советский (260494), Центральный (272726) округа |
| 55 | Орёл                 | 3  | Железнодорожный (43848), Заводской (45268), Советский (21448) | 3  | Железнодорожный, Заводской, Советский | 3  | Железнодорожный (139163), Заводской (108061), Советский (89638) | 4  | Железнодорожный (70085), Заводской (107586), Северный (67819), Советский (87820) |
| 56 | Оренбург             | 3  | Ежовский (Дзержинский, 61346), Кагановичевский (46737), Кировский (63643) |    | | 4  | Дзержинский (165602), Ленинский (164448), Промышленный (121475), Центральный (94976) | 4  | Дзержинский (160424), Ленинский (169318), Промышленный (118458), Центральный (101161) |
| 57 | Орск                 |    | | 1  | Гайский | 3  | Ленинский (94667), Октябрьский (101785), Советский (74259) | 3  | Ленинский (80457), Октябрьский (97756), Советский (72750) |
| 58 | Пенза                | 3  | Промышленный (21839), Северный (56896), Южный (81041) | 3  | Железнодорожный, Ленинский, Октябрьский | 4  | Железнодорожный (113403), Ленинский (121243), Октябрьский (180472), Первомайский (127494) | 4  | Железнодорожный (107188), Ленинский (98951), Октябрьский (182674), Первомайский (129212) |
| 59 | Пермь                | 4  | Кагановичский (87949), Ленинский (43903), Молотовский (73488), Сталинский (49896) | 6  | Дзержинский, Кировский, Ленинский, Мотовилихинский, Орджоникидзевский, Свердловский | 7  | Дзержинский (163012), Индустриальный (174503), Кировский (138607), Ленинский (74622), Мотовилихинский (181605), Орджоникидзевский (121914), Свердловский (236681) | 7  | Дзержинский (153403), Индустриальный (160039), Кировский (126960), Ленинский (57569), Мотовилихинский (176564), Орджоникидзевский (111631), Свердловский (215487) |
| 60 | Петрозаводск         |    | | 3  | Зарецкий, Октябрьский, Первомайский |    | |    | |
| 61 | Прокопьевск          | 2  | Центральный (65008), Ворошиловский (42279) | 3  | Зенковский, Рудничный, Центральный | 3  | Зенковский (49819), Рудничный (140888), Центральный (83131) | 3  | Зенковский (38694), Рудничный (122689), Центральный (63214) |
| 62 | Ростов-на-Дону       | 8  | Андреевский (34379), Железнодорожный (60728), Кировский (58761), Ленинский (89343), Октябрьский (58879), Орджоникидзевский (71424), Пролетарский (79776), Сталинский (49638) | 6  | Железнодорожный, Кировский, Ленинский, Октябрьский, Первомайский, Пролетарский | 8  | Ворошиловский (192962), Железнодорожный (95299), Кировский (81484), Ленинский (79855), Октябрьский (137612), Первомайский (154234), Пролетарский (129588), Советский (148271) | 8  | Ворошиловский (203356), Железнодорожный (95299), Кировский (69024), Ленинский (81827), Октябрьский (153652), Первомайский (166639), Пролетарский (132276), Советский (166194) |
| 63 | Рыбинск              |    | | 3  | Ворошиловский, Молотовский, Сталинский | 2  | Пролетарский (85260), Центральный (166182) |    | |
| 64 | Рязань               |    | | 3  | Железнодорожный, Октябрьский, Советский | 4  | Железнодорожный (150050), Московский (167125), Октябрьский (124936), Советский (72521) | 4  | Железнодорожный (140336), Московский (174369), Октябрьский (134824), Советский (72031) |
| 65 | Самара               | 4  | Дзержинский (75009), Ленинский (114722), Пролетарский (115774), Фрунзенский (84983) | 7  | Кировский, Красноглинский, Куйбышевский, Ленинский, Октябрьский, Самарский, Советский | 9  | Железнодорожный (114513), Кировский (262065), Красноглинский (71230), Куйбышевский (71739), Ленинский (77851), Октябрьский (139249), Промышленный (285469), Самарский (40368), Советский (191976) | 9  | Железнодорожный (107035), Кировский (235846), Красноглинский (68746), Куйбышевский (80727), Ленинский (64975), Октябрьский (115982), Промышленный (271554), Самарский (31120), Советский (181895) |
| 66 | Санкт-Петербург      | 19 | Василеостровский (155594), Володарский (178711), Выборгский (206988), Дзержинский (223598), Кировский (128499), Красногвардейский (198658), Куйбышевский (186803), Ленинский (200953), Московский (179927), Октябрьский (315482), Петроградский (187535), Приморский (221277), Свердловский (125526), Смольнинский (237953), Фрунзенский (267684), райсоветы в городах: Колпино (37648), Кронштадте (38071), Пушкине (56136) и Петергофе (44261)                                                                                        | 15 | Василеостровский, Выборгский, Дзержинский, Ждановский, Калининский, Кировский, Куйбышевский, Ленинский, Московский, Невский, Октябрьский, Петроградский, Сестрорецкий, Смольнинский, Фрунзенский                                  | 16 | Василеостровский (229936), Выборгский (448809), Дзержинский (93294), Калининский (511794), Кировский (391721), Красногвардейский (377765), Красносельский (315561), Куйбышевский (126439), Ленинский (114817), Московский (352924), Невский (446602), Октябрьский (115369), Петроградский (174300), Приморский (205224), Смольнинский (122449), Фрунзенский (433420) | 20 | Адмиралтейский (187837), Василеостровский (199692), Выборгский (419567), Калининский (469409), Кировский (338820), Колпинский (175396), Красногвардейский (336342), Красносельский (305129), Кронштадтский (43385), Курортный (67511), Ломоносовский (37776), Московский (275884), Невский (438061), Павловский (16516), Петроградский (134607), Петродворцовый (77542), Приморский (393960), Пушкинский (101655), Фрунзенский (405274), Центральный (236856) |
| 67 | Саранск              |    | |    | | 3  | Ленинский (120664), Октябрьский (98746), Пролетарский (92718) | 3  | Ленинский (106222), Октябрьский (103265), Пролетарский (95379) |
| 68 | Саратов              | 5  | Волжский (91932), Кировский (98329), Октябрьский (85620), Сталинский (55255), Фрунзенский (40866) | 6  | Волжский, Заводской, Кировский, Ленинский, Октябрьский, Фрунзенский | 6  | Волжский (84753), Заводской (208919), Кировский (155830), Ленинский (265971), Октябрьский (132422), Фрунзенский (56748) | 6  | Волжский (82913), Заводской (198178), Кировский (138804), Ленинский (275219), Октябрьский (128290), Фрунзенский (49651) |
| 69 | Севастополь          | 3  | Центральный (47401), Корабельный (25244), Северный (36459) |    | | 4  | Балаклавский (28222), Гагаринский (116775), Ленинский (119591), Нахимовский (91535) | 4  | Балаклавский (25710), Гагаринский (120127), Ленинский (109726), Нахимовский (84627) |
| 70 | Симферополь          | 3  | Железнодорожный (38068), Новогородский (55382), Центральный (49184) |    | | 3  | Железнодорожный (84952), Киевский (154490), Центральный (104123) | 3  | Железнодорожный (102000), Киевский (157500), Центральный (105000) |
| 71 | Смоленск             |    | | 3  | Заднепровский, Красноармейский, Сталинский | 3  | Заднепровский (107839), Ленинский (107452), Промышленный (126192) | 3  | Заднепровский (90834), Ленинский (106309), Промышленный (127994) |
| 72 | Сочи                 |    | | 4  | Адлерский, Лазаревский, Хостинский, Центральный | 4  | Адлерский (68827), Лазаревский (64006), Хостинский (65713), Центральный (137968) | 4  | Адлерский (69120), Лазаревский (63239), Хостинский (62515), Центральный (133935) |
| 73 | Ставрополь           |    | | 2  | Ленинский, Октябрьский | 3  | Ленинский (96494), Октябрьский (66057), Промышленный (155747) | 3  | Ленинский (108064), Октябрьский (68775), Промышленный (178028) |
| 74 | Сыктывкар            |    | |    | | 1  | Эжвинский (55657 из 232117) | 1  | Эжвинский (55725 из 230011) |
| 75 | Таганрог             | 3  | Ленинский (59742), Орджоникидзевский (69752), Сталинский (59287) | 3  | Ленинский, Октябрьский, Орджоникидзевский | 3  | Ленинский (42107), Октябрьский (126576), Орджоникидзевский (122939) |    | |
| 76 | Тамбов               | 3  | Ленинский (52790), Советский (53431), Октябрьский (16986) | 3  | Ленинский, Октябрьский, Советский | 3  | Ленинский (49431), Октябрьский (155589), Советский (99580) | 3  | Ленинский (41688), Октябрьский (157753), Советский (94217) |
| 77 | Тверь                | 4  | Заволжский (47855), Ново-Промышленный (19858), Пролетарский (71223), Центральный (77195) | 3  | Заволжский, Новопромышленный, Пролетарский | 4  | Заволжский (127996), Московский (132003), Пролетарский (123529), Центральный (67413) | 4  | Заволжский (135162), Московский (124538), Пролетарский (92262), Центральный (56941) |
| 78 | Тольятти             |    | |    | | 3  | Автозаводский (369407), Комсомольский (98046), Центральный (163090) | 3  | Автозаводский (429262), Комсомольский (113295), Центральный (160322) |
| 79 | Томск                | 3  | Вокзальный (54354), Кировский (43475), Куйбышевский (47231) | 2  | Ленинский, Кировский | 4  | Кировский (119320), Ленинский (120763), Октябрьский (141091), Советский (120789) | 4  | Кировский (119578), Ленинский (113498), Октябрьский (147051), Советский (107711) |
| 80 | Тула                 | 4  | Зареченский (69910), Привокзальный (62759), Пролетарский (58540), Центральный (81015) | 4  | Зареченский, Привокзальный, Пролетарский, Центральный | 5  | Зареченский (103418), Привокзальный (80718), Пролетарский (159853), Советский (98417), Центральный (97574) | 5  | Зареченский (93009), Привокзальный (66408), Пролетарский (161930), Советский (77772), Центральный (82097) |
| 81 | Тюмень               |    | |    | | 3  | Калининский (141958), Ленинский (206859), Центральный (128052) | 4  | Калининский (157505), Ленинский (218147), Центральный (135067) округа, в 2008 году создан Восточный округ |
| 82 | Улан-Удэ             | 3  | Городской (48032), Железнодорожный (56997), Пригородный (20661) | 3  | Железнодорожный, Октябрьский, Советский | 3  | Железнодорожный (137692), Октябрьский (161823), Советский (53015) | 3  | Железнодорожный (146228), Октябрьский (186569), Советский (88656) |
| 83 | Ульяновск            | 1  | Заволжский (22329), центральная часть (81450) | 3  | Заволжский, Засвияжский, Ленинский | 4  | Железнодорожный (89716), Заволжский (209637), Засвияжский (209568), Ленинский (116234) | 4  | Железнодорожный (80261), Заволжский (224392), Засвияжский (224206), Ленинский (107088) |
| 84 | Уссурийск            |    | | 2  | Железнодорожный, Центральный |    | |    | |
| 85 | Уфа                  | 5  | Ждановский (41837), Кировский (49172), Ленинский (54155), Молотовский (54650), Сталинский (50197) | 6  | Демский, Калининский, Кировский, Ленинский, Орджоникидзевский, Советский | 7  | Демский (46220), Калининский (211886), Кировский (149237), Ленинский (76448), Октябрьский (184076), Орджоникидзевский (217760), Советский (196425) | 7  | Демский (53002), Калининский (197233), Кировский (141955), Ленинский (70456), Октябрьский (231651), Орджоникидзевский (175551), Советский (172589) |
| 86 | Хабаровск            | 4  | Железнодорожный (49308), Кировский (62848), Сталинский (42631), Центральный (44385) | 5  | Железнодорожный, Индустриальный, Кировский, Краснофлотский, Центральный | 5  | Железнодорожный (141164), Индустриальный (215818), Кировский (70059), Краснофлотский (70710), Центральный (102872) | 5  | Железнодорожный (151316), Индустриальный (206779), Кировский (54177), Краснофлотский (86945), Центральный (83855) |
| 87 | Чебоксары            |    | |    | | 3  | Калининский (150852), Ленинский (128534), Московский (140206) | 3  | Калининский (148666), Ленинский (123547), Московский (168408) |
| 88 | Челябинск            | 5  | Кировский (34833), Ленинский (84924), Советский (20111), Сталинский (70719), Тракторозаводский (62529) | 5  | Ленинский, Металлургический, Советский, Тракторозаводский, Центральный | 7  | Калининский (200274), Курчатовский (171014), Ленинский (206904), Металлургический (154999), Советский (131410), Тракторозаводский (172516), Центральный (104660) | 7  | Калининский (203912), Курчатовский (182105), Ленинский (190350), Металлургический (142909), Советский (114303), Тракторозаводский (158108), Центральный (85487) |
| 89 | Череповец            |    | |    | |    | | 4  | Зашекснинский, Заягорбский, Индустриальный, Северный |
| 90 | Чита                 |    | | 4  | Железнодорожный, Ингодинский, Центральный, Черновский | 4  | Железнодорожный (61822), Ингодинский (76557), Центральный (132948), Черновский (94427) | 4  | Железнодорожный (48611), Ингодинский (70672), Центральный (113583), Черновский (83777) |
| 91 | Шахты                |    | | 3  | Артёмовский, Ленинский, Октябрьский | 3  | Артёмовский (77430), Ленинский (87550), Октябрьский (60817) |    | |
| 92 | Ярославль            | 6  | Заволжский (26381), Кагановичский (Дзержинский, 60061), Кировский (46617), Красноперекопский (48991), Резинокомбинатский (Фрунзенский, 39136), Сталинский (Ленинский, 68467), Волгострой (9706) | 4  | Заволжский, Кировский, Красноперекопский, Ленинский | 6  | Дзержинский (163824), Заволжский (106087), Кировский (81412), Красноперекопский (70055), Ленинский (88625), Фрунзенский (122988) | 6  | Дзержинский (169772), Заволжский (117726), Кировский (66778), Красноперекопский (64410), Ленинский (70425), Фрунзенский (123977) |

## Городские районы в республиках СССР
Существовали во всех республиках СССР (по состоянию на 1989 год): в Белорусской — 25 (в 7 городах), Узбекской — 17 (в 5), Казахской — 21 (в 6), Грузинской — 12 (в 2), Азербайджанской — 13(в 2), Литовской — 7 (в 2), Молдавской — 5 (в Кишинёве), Латвийской — 6 (в Риге), Киргизской — 4 (во Фрунзе), Таджикской — 4 (в Душанбе), Армянской — 10 (в 2 городах), Туркменской — 3 (в Ашхабаде), Эстонской — 4 (в Таллине). Подробнее — см. таблицу ниже:
| Республика          | Город                | №  | Название (население, 1939) | № | Название (население, 1959) | №  | Название (население, 1989) | №  | Название (2010) |
| ------------------- | -------------------- | -- | --- | - | --- | -- | --- | -- | --- |
| Белорусская ССР     | Бобруйск             |    | |   | | 2  | Ленинский (118 099), Первомайский (103 067) | 2  | Ленинский, Первомайский |
| Белорусская ССР     | Брест                |    | |   | | 2  | Ленинский (102 931), Московский (155 085) | 2  | Ленинский, Московский |
| Белорусская ССР     | Витебск              |    | | 3 | Железнодорожный (40 422), Октябрьский (71 942), Первомайский (35 936)                                                                                                | 3  | Железнодорожный (52 868), Октябрьский (140 233), Первомайский (156 903) | 3  | Железнодорожный, Октябрьский, Первомайский |
| Белорусская ССР     | Гомель               | 1  | Ново-Белица (22634), центральная часть (116486) | 3 | Железнодорожный (96 413), Новобелицкий (28 598), Центральный (43 259)                                                                                                | 4  | Железнодорожный (195 013), Новобелицкий (57 943), Советский (182 679), Центральный (65 211) | 4  | Железнодорожный, Новобелицкий, Советский, Центральный |
| Белорусская ССР     | Гродно               |    | |   | | 2  | Ленинский (129 579), Октябрьский (140 956) | 2  | Ленинский, Октябрьский |
| Белорусская ССР     | Минск                | 3  | Ворошиловский (106403), Кагановичский (71871), Сталинский (60674) | 5 | Ворошиловский (126 306), Ленинский (65 614), Октябрьский (106 739), Сталинский (127 420), Фрунзенский (89 896)                                                       | 9  | Заводской (249 411), Ленинский (190 541), Московский (170 808), Октябрьский (159 597), Партизанский (107 707), Первомайский (162 053), Советский (181 459), Фрунзенский (292 353), Центральный (75 507) | 9  | Заводской, Ленинский, Московский, Октябрьский, Партизанский, Первомайский, Советский, Фрунзенский, Центральный |
| Белорусская ССР     | Могилёв              |    | |   | | 3  | Ленинский (92 850), Октябрьский (155 193), Центральный (111 145) | 2  | Ленинский, Октябрьский |
| Узбекская ССР       | Бухара               |    | |   | | 2  | Текстильный (104 877), Файзулла-Ходжаевский (119 057) |    | |
| Узбекская ССР       | Наманган             |    | |   | | 1  | Советский (55 046 из 305 585) |    | |
| Узбекская ССР       | Самарканд            | 3  | Баги-Шамальский, Железнодорожный, Сиабский |   | | 3  | Багишамальский (89 108), Железнодорожный (152 652), Сиабский (125 271) |    | |
| Узбекская ССР       | Ташкент              | 6  | Кировский (86672), Куйбышевский (119611), Ленинский (95145), Октябрьский (133103), Сталинский (96012), Фрунзенский (54412) | 5 | Кировский (131 334), Куйбышевский (160 144), Ленинский (169 584), Октябрьский (295 964), Фрунзенский (154 904)                                                       | 10 | Акмал-Икрамовский (215 140), Кировский (285 858), Куйбышевский (267 859), Ленинский (138 237), Октябрьский (218 078), Сабир-Рахимовский (254 670), Сергелийский (117 026), Фрунзенский (118 579), Хамзинский (220 669), Чиланзарский (236 163)                                                                            | 11 | Алмазарский (бывш. Сабир-Рахимовский), Бектемирский (новые территории), Мирабадский (бывш. Ленинский), Мирзо-Улугбекский (бывш. Куйбышевский), Сергелийский, Учтепинский (бывш. Акмал-Икрамовский), Хамзинский, Чиланзарский, Шайхантахурский (бывш. Октябрьский), Юнусабадский (бывш. Кировский), Яккасарайский (бывш. Фрунзенский)                                                          |
| Узбекская ССР       | Фергана              |    | |   | | 1  | Киргулийский (56 349 из 200 373) |    | |
| Казахская ССР       | Алма-Ата             | 4  | Кагановичский (30776), Ленинский (50987), Сталинский (73086), Фрунзенский (Фурмановский, 75654) | 4 | Ленинский (93 518), Октябрьский (88 287), Сталинский (170 835), Фрунзенский (105 069)                                                                                | 8  | Алатауский (254 910), Ауэзовский (122 537), Калининский (173 046), Ленинский (83 172), Московский (112 909), Октябрьский (144 414), Советский (134 981), Фрунзенский (101 915) |    | Алатауский, Алмалинский (бывш. Советский), Ауэзовский, Бостандынский (бывш. Калининский), Жетысуский (бывш. Ленинский), Медеуский (бывш. Фрунзенский), Турксибский (бывш. Октябрьский) |
| Казахская ССР       | Астана — Целиноград  |    | |   | |    | Ленинский, Советский |    | Алматинский, Есильский, Сарыаркинский |
| Казахская ССР       | Усть-Каменогорск     |    | | 2 | Октябрьский, Ульбинский | 3  | Левобережный, Октябрьский, Ульбинский |    | |
| Казахская ССР       | Тараз — Джамбул      | 1  | Привокзальный (21593), центральная часть (42135) |   | | 2  | Заводской (165 699), Центральный (141 016) |    | |
| Казахская ССР       | Караганда            | 3  | Кировский (51229), Ленинский (61528), Сталинский (53061) | 5 | Железнодорожный (26 614), Кировский (74 901), Ленинский (149 544), Сталинский (95 1538), Шахтинский (50 871)                                                         | 4  | Кировский (87 784), Ленинский (146 041), Октябрьский (194 718), Советский (185 254) | 7  | Железнодорожный, Кировский, Михайловский, Ново-Майдукский, Октябрьский, Советский, Юго-Восточный |
| Казахская ССР       | Павлодар             |    | |   | | 2  | Ильичёвский (147 120), Индустриальный (183 628) |    | |
| Казахская ССР       | Семипалатинск        | 3  | Калининский (23404), Ленинский (52299), Октябрьский (Ежовский, 33978) |   | |    | |    | |
| Казахская ССР       | Шымкент — Чимкент    | 1  | Калининский (р-н Свинцового з-да, 11389), центральная часть (63032) |   | | 3  | Абайский (111 567), Дзержинский (131 571), Энбекшинский (149 839) |    | Абайский, Аль-Фарабийский (бывш. Дзержинский), Енбекшинский (бывш. Энбекшинский) |
| Грузинская ССР      | Тбилиси              | 5  | Кировский (82242), им. 26 коммунаров (112256), Ленинский (113560), Орджоникидзевский (106448), Сталинский (104714) | 7 | Калининский (60 901), Кировский (59 393), Имени 26 Комиссаров (147 941), Ленинский (114 386), Октябрьский (90 129), Орджоникидзевский (133 269), Сталинский (88 645) | 10 | Глданский (192 231), Заводской — Самгорский (134 456), Калининский — Мтацминдский (58 924), Кировский — Крцанисский (47 854), Имени 26 Комиссаров — Исанский (196 812), Ленинский (194 270), Октябрьский (98 336), Орджоникидзевский — Вакийский (113 282), Первомайский — Дидубийский (96 404), Сабурталинский (127 123) | 6  | Ваке-Сабуртало, Глдани-Надзаладеви, Дидгори, Дидубе-Чугурети, Исани-Самгори, Старый Тбилиси |
| Грузинская ССР      | Кутаиси              |    | |   | | 2  | Автозаводской (139 006), Ленинский (95 864) |    | |
| Азербайджанская ССР | Баку                 | 17 | Азизбековский, Артёмовский, Ворошиловский, Городской, Джапаридзевский, Дзержинский, Кагановичский, Кергезский, Кировский, Ленинский, Маштагинский, Молотовский, Октябрьский, Орджоникидзевский, Сталинский, Сумгаитский, Шаумяновский | 4 | Наримановский (186 991), Октябрьский (190 813), Сталинский (185 507), Шаумяновский (79 196)                                                                          | 7  | Имени 26 Бакинских Комиссаров (86 904), Азизбековский, Карадагский, Кировский (96 761), Ленинский, Наримановский (158 791), Насиминский (203 741), Низаминский (165 926), Октябрьский (219 199), Орджоникидзевский, Шаумяновский (218 733).                                                                               | 11 | Бинагадинский (бывш. Кировский), Карадагский (бывш. Азизбековский), Наримановский, Насиминский, Низаминский, Сабаильский (бывш. р-н им. 26 Бакинских комиссаров), Сабунчинский (бывш. Ленинский), Сураханский (бывш. Орджоникидзевский), Хазарский (бывш. Азизбековский), Хатаинский (бывш. Шаумяновский), Ясамальский (бывш. Октябрьский). 21 декабря 2012 года создан Пираллахинский район. |
| Азербайджанская ССР | Гянджа — Кировабад   | 2  | Низаминский (65732), Сталинский (33217) |   | | 2  | Гянджинский (142 271), Капазский (135 735) | 2  | Кяпазский, Низаминский |
| Литовская ССР       | Вильнюс              |    | | 4 | Ленинский (94 780), Ново-Вильняский (17 854), Советский (67 345), Сталинский (56 099)                                                                                | 4  | Ленинский (311 734), Науйойи-Вильняский (37 833), Октябрьский (157 771), Советский (75 283) | 21 | Антакальнис, Вяркяй, Вилкпеде, Виршулишкес, Григишкес, Жирмунай, Жверинас, Каролинишкес, Лаздинай, Науяместис, Науйининкай, Новая Вильня, Панеряй, Пашилайчяй, Пилайте, Расос, Сянаместис, Фабиёнишкес, Шешкине, Шнипишкес, Юстинишкес |
| Литовская ССР       | Каунас               |    | |   | | 3  | Ленинский (221 278), Панемунский (97 231), Пожелский (75 283) |    | |
| Молдавская ССР      | Кишинёв              |    | | ? | ? | 5  | Днестровский (73 838), Ленинский (109 122), Октябрьский (161 225), Советский (192 724), Фрунзенский (130 173) | 5  | Ботаника (бывш. Советский), Боюканы (бывш. Фрунзенский), Рышкановка (бывш. Октябрьский), Центр (бывш. Ленинский), Чеканы (бывш. Днестровский) |
| Латвийская ССР      | Рига                 |    | | 3 | Ленинский (142 834), Московский (240 139), Пролетарский (197 450) | 6  | Кировский (56 244), Ленинградский (164 698), Ленинский (99 833), Московский (244 884), Октябрьский (115 568), Пролетарский (233 879) | 6  | Зиемельский, Курземский (бывш. Ленинградский), Центральный районы; Видземское, Земгальское (бывш. Ленинский), Латгальское (бывш. Московский) предместья |
| Киргизская ССР      | Бишкек — Фрунзе      | 3  | Первомайский (35198), Пролетарский (29437), Свердловский (28148) |   | | 4  | Ленинский (130 119), Октябрьский (165 092), Первомайский (141 588), Свердловский (179 513) | 4  | Ленинский, Октябрьский, Первомайский, Свердловский |
| Таджикская ССР      | Душанбе — Сталинабад |    | | 3 | Дюшамбинский (79 658), Железнодорожный (93 139), Центральный (51 445)                                                                                                | 4  | Железнодорожный (107 855), Октябрьский (97 816), Фрунзенский (246 369), Центральный | 4  | Исмоили Сомони (бывш. Октябрьский), Сино (бывш. Фрунзенский), Фирдавси (бывш. Центральный), Шохмансур (бывш. Железнодорожный) |
| Армянская ССР       | Ереван               | 3  | Кировский (55794), Спандарянский (58674), Сталинский (85928) | 5 | Имени 26 Комиссаров (88 091), Ленинский (125 840), Спандарянский (143 786), Сталинский (95 500), Шаумянский (56 123)                                                 | 8  | Имени 26 Комиссаров (186 754), Ленинский (138 926), Маштоцкий (125 260), Мясникянский (64 228), Орджоникидзевский (133 038), Советский (279 494), Спандарянский (80 580), Шаумянский (192 899) | 12 | Аван, Арабкир, Ачапняк, Давташен, Канакер-Зейтун, Кентрон, Малатия-Себастия, Норк-Мараш, Нор-Норк, Нубарашен, Шенгавит, Эребуни |
| Армянская ССР       | Гюмри — Ленинакан    |    | |   | | 2  | Московский (48 232), Ширакский (74 355) |    | |
| Туркменская ССР     | Ашхабад              | 3  | Андреевский (51249), Ленинский (42784), Сталинский (32602) | 2 | Ленинский (86 903), Сталинский (83 032) | 3  | Ленинский (91 798), Пролетарский (149 996), Советский (159 341) | 5  | Арчабильский, Багтыярлыкский (бывш. имени Президента Ниязова (Ленинский)), Беркарарлыкский (бывш. Азатлыкский (Советский)), Копетдагский (бывш. Пролетарский), Чандыбильский. В 2013 году образованы Абаданский (бывш. город Абадан (Безмеин)) и Рухабадский районы. |
| Эстонская ССР       | Таллин               |    | | 3 | Калининский (95 306), Морской (74 924), Центральный (111 484) | 4  | Калининский (120 831), Ленинский (95 800), Морской (149 552), Октябрьский (115 854) | 8  | Кесклинн, Кристийне, Ласнамяэ, Мустамяэ, Нымме, Пирита, Хааберсти, Пыхья-Таллин |

Переименованы и преобразованы с 1959 года по 1 апреля 1963 года следующие районы городов СССР:
- Алма-Ата Кагановичский район — в Октябрьский район
- Алма-Ата Сталинский район — в Советский район
- Ашхабад Сталинский район — в Советский район
- Баку Молотовский район — в Карадагский район
- Баку Сталинский район — в район имени 26 Бакинских комиссаров
- Вильнюс Сталинский район — в Октябрьский район
- Владивосток Ворошиловский район — в Первомайский район
- Волгоград Ворошиловский район — в Советский район
- Волгоград Сталинский район — в Центральный район
- Воронеж Ворошиловский район — в Ленинский район
- Грозный Кишлинский район — в Наримановский район
- Грозный Молотовский район — в Ленинский район
- Грозный Сталинский район — в Заводской район
- Днепродзержинск Сталинский район — в Заводской район
- Донецк Будённовский район — в Пролетарский район
- Донецк Сталино-Заводский район — в Ленинский район
- Екатеринбург Кагановичский район — в Железнодорожный район
- Екатеринбург Молотовский район — в Верх-Исетский район
- Ереван Ленинский район — в Орджоникидзевский район
- Ереван Микоянский район — в район имени 26 Комиссаров
- Ереван Сталинский район — в Ленинский район
- Запорожье Сталинский район — в Жовтневый район
- Иваново Сталинский район — в Октябрьский район
- Иркутск Сталинский район — в Октябрьский район
- Казань Молотовский район — в Советский район
- Калининград Сталинградский район — в Октябрьский район
- Караганда Сталинский район — в Октябрьский район
- Керчь Сталинский район — в Ленинский район
- Киев Кагановичский район — в Московский район
- Киев Кировский район — в Печерский район
- Киев Молотовский район — в Шевченковский район
- Киев Петровский район — в Подольский район
- Киев Сталинский район — в Радянский район
- Кишинёв Сталинский район — в Октябрьский район
- Краснодар Кагановичский район — в Ленинский район
- Краснодар Сталинский район — в Октябрьский район
- Красноярск Кагановичский район — в Октябрьский район
- Красноярск Сталинский район — в Центральный район
- Луганск Климовский район — в Ленинский район
- Макеевка Кагановичский район — в Червоногвардейский район
- Мариуполь Молотовский район — в Жовтневый район
- Минск Ворошиловский район — в Советский район
- Минск Кагановичский район — в Октябрьский район
- Минск Сталинский район — в Заводской район
- Москва Сталинский район — в Первомайский район
- Москва Таганский район — в Ждановский район
- Николаев Сталинский район — в Ленинский район
- Новосибирск Кагановичский район — в Железнодорожный район
- Одесса Ворошиловский район — в Центральный район
- Одесса Кагановичский район — в Приморский район
- Одесса Сталинский район — в Жовтневый район
- Омск Молотовский район — в Октябрьский район
- Омск Сталинский район — в Советский район
- Пермь Кагановичский район — в Дзержинский район
- Пермь Молотовский район — в Мотовилихинский район
- Ростов-на-Дону Сталинский район — в Первомайский район
- Самара Молотовский район — в Советский район
- Самара Сталинский район — в Октябрьский район
- Санкт-Петербург Володарский район — в Невский район
- Санкт-Петербург Красногвардейский район — в Калининский район
- Санкт-Петербург Приморский район — в Ждановский район
- Санкт-Петербург Сталинский район — в Выборгский район
- Саратов Сталинский район — в Заводской район
- Севастополь Северный район — в Нахимовский район
- Севастополь Сталинский район — в Ленинский район
- Таганрог Сталинский район — в Октябрьский район
- Таллин Коплиский район — в Калининский район
- Тбилиси район имени Молотова — в Октябрьский район
- Тбилиси Сталинский район — в Первомайский район
- Улан-Удэ Городской район — в Советский район
- Улан-Удэ Пригородный район — в Октябрьский район
- Уфа Молотовский район — в Советский район
- Хабаровск Сталинский район — в Индустриальный район
- Харьков Кагановичский район — в Киевский район
- Харьков Сталинский район — в Московский район
- Челябинск Сталинский район — в Центральный район
- Шахты Ворошиловский район — в Ленинский район
- Ярославль Сталинский район — в Ленинский район